# HM Prison Manchester
HM Prison Manchester är ett högsäkerhetsfängelse för män i Manchester i England, som drivs av Her Majesty's Prison Service. Det är känt i folkmun som Strangeways, som var dess tidigare officiella namn som härstammar från området där det ligger. Efter ett stort upplopp 1990, byggdes fängelset om.
Det är ett lokalt fängelse som förvarar fångar som häktats från domstolar i Manchesterområdet, samt fångar från kategori A (de som anses som mycket farliga om de skulle rymma).
Strangeways designades av Alfred Waterhouse och öppnades 25 juni 1869 bredvid det rivna Manchester Assize Courts. Fängelset ersatte då New Bailey Prison i Salford. Fängelset har ett 71 meter högt ventilationstorn (som ofta misstas för ett vakttorn), som har blivit ett lokalt landmärke.
Fängelset var öppet för både män och kvinnor fram till 1963.